# إلفن ليد
إلفن ليد (エルフェンリート Erufen Rīto) (بالألمانية: Elfen Lied)، هي سلسلة مانغا يابانية من تأليف ورسم لين أوكاموتو. سُلسِلت في مجلة شويشا، يونغ جمب الأسبوعية من يونيو 2002 إلى أغسطس 2005، بـ107 فصول مجموعة في اثني عشر مجلد تانكوبون. تتمحور القصة حول التفاعلات، الآراء، المشاعر، والتفاعلات بين بني البشر والديكلونيوس، وهم نوع متحول مشابه للبشر في البنية ولكن مميز بقرنين على الرأس و«النواقل»، وهي أذرع شفافة يُتحكَم بها بالتحريك العقلي لها القدرة على التلاعب وقطع المواد داخل مداها. تدور السلسلة حول فتاة الديكلوني الشابة «لوسي» التي رفضها البشر وبالتالي تريد الانتقام.
عنوان السلسلة هو كلمة ألمانية بمعنى «أغنية القزم»، التي تظهر في القصة. تتضمن قصة إلفن ليد مواضيع عن الاغتراب الاجتماعي، الهوية، التحامل، الانتقام، التعسف، الغيرة، الندم وقيمة الإنسانية. من الجدير بالذكر أيضاً احتواؤها على العنف التصويري والمواضيع المشاعرية لكيفية تغير الشخصيات خلال القصة بأكملها. أُنتِج مسلسل أنمي ب13 حلقة في الاستوديو آرمز وعُرض على AT-X من يوليو إلى أكتوبر 2004. انتهى بث الأنمي قبل إكمال المانغا؛ ونتيجة لذلك، فالحبكة تختلف بينهما، خاصة النهاية. رُخصت السلسلة في أمريكا الشمالية من قبل أي دي في فلمز، وفي أستراليا من قبل مادمان إنترتينمنت. قالت أي دي في فلمز بأن كان واحداً من إصداراتها الأفضل مبيعاً و«أكثرها شهرة سيئة» في 2005.

## الحبكة والشخصيات
تدور أحداث إلفن ليد في كاماكورا، اليابان، مركزة على سلالة جديدة من الجنس البشري، الديكلونيوس، مشابهة لبني البشر ذات أذرع خفية تدعى نواقل لكن مختلفة في المستوى الجيني وملحوظة بسبب حالات الشذوذ الجسدية، بالتحديد زوج من البروزات القصيرة الشبيهة بالقرون. إحدى الديكلونيوس، لوسي، هي الشخصية الرئيسية في القصة: في البداية مقباة في منشأة مبنية للتجارب، تقع قبالة ساحل كاماكورا، استطاعت الهرب ونشر الخراب، لكنها أصيبت في المقابل، الحدث الذي سبب ظهور شخصية ثانوية طفولية معروفة باسم نيو.
عُثر على لوسي من قبل سكان كاماكورا، كوتا، الذي يدرس في الجامعة المحلية، وقريبته يوكا. يقوم الاثنان بإيوائها، ويصيران متورطين في المحاولات العديدة، الوحشية غالباً، لإعادة القبض عليها من قبل فريق الهجوم الخاص وعدد من الديكلونيوس الآخرين، المتباينين من الغافلين إلى القتلة.

### ديكلونيوس
معظم حبكة إلفن ليد تدور حول فصيلة الديكلوني، التي تشبه البشر كثيراً؛ الاختلاف الوحيد البارز هو البروزان الشبيهان بالقرون الخارجان من المنطقتين الصدغية والجدارية من الجمجمة.
تتمحور قوى الديكلوني في استعمال أذرع خفية، تعرف باسم «النواقل» التي بإمكانها الإمساك بالأشياء والتأثير فيها وكأنها صلبة، لكنها تصير غير مادية أيضاً وتمر خلال الأشياء. بإمكانها أيضاً قطع الأشياء، وهي الطريقة التي تقتل بها الديكلوني ضحيتها. عادة يكون للنواقل مدى محدد لبضع مترات، لكن الطول يتفاوت بين كل ديكلونيوس. يظهر الديكلوني أيضاً القدرة على الإحساس ببعضهم البعض.
النقطة الرئيسية للجدل طوال السلسلة هي ميل الديكلونيوس نحو العنف. العديد منهم لهم ضغينة ضد البشر، ولديهم طموحات لمحو الجنس البشري وسكن العالم بفصيلتهم. من المتنازع والمتناقض في السلسلة خلال السلسلة كيف ينشئ الديكلوني سلوكهم العنيف، سواء كان جزءاً من حمضهم النووي الوراثي أو نشوء ذلك من تعسف البشر.
إن اخترق ناقل ديكلونيوس أو حتى لمس جسم بشري ذكر، ينتقل «فيروس الناقل» إلى الإنسان، مسبباً ولادة أبنائه كديكلوني (عندما يولدون من البشر يدعون «سيلبليت»). يدور حادث يتضمن هروب طفلة ديكلونيوس خلال سنوات كوراما الأولى حيث اخترقته نواقل الديكلونيوس بدون أن تسبب له الألم، مما نتج عنه ولادة ماريكو كديكلونيوس وأخذ كوراما للاحتياطات لمنع تكرر ذلك بإلحاحه على باندو بأن يتم إخصاؤه. جميع الديكلوني (السيلبليت) المولودين من آباء بشريين يكونون إناثاً عقيمات. هنالك ديكلونيوس واحدة فقط بإمكانها التناسل: لوسي، «الملكة».

## الإنتاج

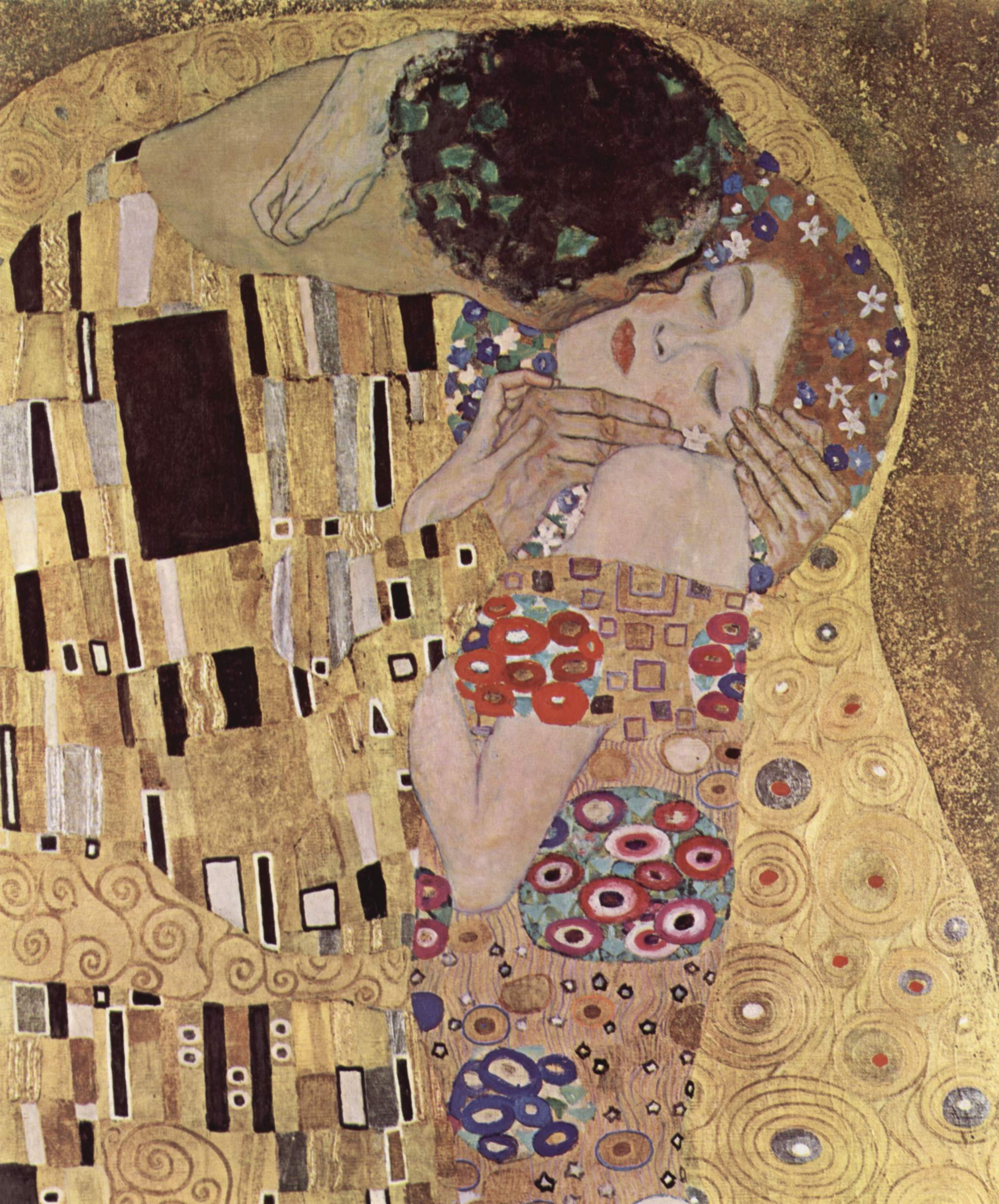
لوحة القبلة للرسام غوستاف كليمت الذي تم الاقتباس من لوحاته في إلفن ليد بما فيها هذه اللوحة وعُدت كمرجع ثقافي للإنتاج.

### الأنمي
عندما بدأ العمل على تحويل إلفن ليد إلى مسلسل أنمي، اقتُرح على المخرج مامورو كانبه أن يعمل على المسلسل من قبل مؤلف الأنمي، تاكاو يوشيوكا. اعتقد يوشيوكا أن أسلوب رسم وتأليف الموي العام لكانبه سيكون مثالياً لتحويل المانغا، التي لاتزال تُنشر حينها، إلى مسلسل أنمي. كانبه نفسه، المتردد في البداية بشأن الانضمام في الإنتاج، بدأ بالاهتمام بالفكرة بعد قراءة المانغا.
بالرغم من احتواء المانغا على 107 فصول، أُجبر كانبه وفريق الإنتاج على إيجاز حبكة السلسلة في ثلاث عشرة حلقة، بالرغم من شعورهم بأنه كان من الضروري أن يقدموا تفاصيل هامة متعددة تركت من قصة المانغا التي أحس كانبه بأن بإمكانه استعمالها لجعل المسلسل أكثر انفعالية.
ظنّ كانبه في البداية أن إلفن ليد «كانت قصة حب، وبإمكاني صنعها حتى أنها ستبكي المشاهدين» لهذا، قام بمحاولات طوال القصة لتقديم تباين في المشاعر، معلقاً بأنه كان بإمكانه أن يجعل العنف يمثل ذلك خلال القصة. في البداية، فوجئ فريق الإنتاج بسبب اختيار أوكاموتو لكاماكورا كمحط أحداث القصة؛ ولكن، بعد زيارات عديدة إلى المنطقة، قال كانبه أن وضع القصة في كاماكورا كان، وفقاً لفريق الإنتاج، مثالياً لفتح الدراما المؤثرة والعاكسة في السلسلة، حيث أن هدوءها وجغرافيتها العامة صنعا خلفية عاكسة ومرعبة في الوقت نفسه، ذات معنى عميق للسلسلة. يمكن رؤية هذا في عدة أمثلة، فمثلاً، بعد عدة خطوات تطل على الساحل، حيث العديد من التفاعلات بين الشخصيات وقعت. استعمل هذا كأداة مهمة في نقل أفكار رابطة الذكريات والمشاعر، مثل التباين بين محادثة كوتا ولوسي عندما كانا في العاشرة مقارنة بمحادثتهما في الحلقة الأخيرة.

#### الأسلوب والمواضيع
من تعليقات المخرج مامورو كانبه على موقع إلفن ليد على الإنترنت، صرح بأن نوى بأن يسائل الأنمي ويناقش القيم المتعلقة بالطريقة التي يقسم بها البشر بعضهم بعضاً بالاختلاف، وكذلك الاعتقاد بأن الأعمال الوحشية مثل التي قامت بها لوسي في المسلسل ملهمة بقوة بالطريقة التي يعامل بها البشر بعضهم البعض. يناقش المسلسل بشكل متكرر الأحداث والمعاملة التي تبين شخصية الإنسان بطريقة ما، والمشاكل التي تظهر بسبب التمييز، وكذلك التباينات الهمجية بين العاطفة والانتقام بين البشر الآخرين، خلال الانتقام القوي للوسي مقارنة بذكرياتها الماضية مع كوتا. العديد من المواضيع مذكورة في لقطات نهايات الحلقات.
المواضيع مثل القتل الجماعي ومحاولات «تطهير» الأرض من الآخرين تظهر أيضاً في الأنمي. كل من الديكلونيوس والبشر بالحاجة إلى سكن الأرض بمفردهم ومحو الجنس الآخر. اقتبس كانبه هذا في علاقته برغبات البشر في إهمال الآخرين وعزل بعضهم البعض.
طوال القصة، هناك قدر كبير من المشاهد الدموية، العنف التصويري وكذلك العنف النفسي. أحد أكثر البواعث سيادة في المسلسل هو إنسانية الديكلونيوس، خاصة المتناقضة مقابل وحشية الناس العاديين. وصف أحد النقاد الأدبيين المسلسل بأنه «مكرس لبعض أكثر العوامل المظلمة والقاسية». طوال المسلسل، هنالك العديد من الحوادث من الضرب الاعتيادي، والاختبارات القاسية، والقتل الصريح. إضافة إلى ذلك، القسوة على الحيوانات موجودة عندما قام صبيان بضرب جرو بلا رحمة حتى الموت؛ بالرغم من كون الفعل خارج الشاشة، فقد ظهرت كمية كبيرة من الدماء على الشاشة.
أغلب الحلقات تحتوي على العنف التصويري، بما فيها مظاهر التعذيب، وفي إحدى المراحل يبين المسلسل نتيجة اغتصاب طفلة. يتضمن المسلسل أيضاً مشاهد تحتوي على العري الأنثوي ولغة الشتائم (خاصة في الدبلجة الإنجليزية). يجمع المسلسل العديد من الأساليب والأنواع ووصفت من قبل شبكة أخبار الأنمي كـ«خلط كميات جنونية من العنف مع جرعة كبيرة من 'اللطف الفائق.'» يوازن المسلسل مواضيعه المظلمة مع الحبكات الفرعية الرومانسية وكذلك العديد من اللحظات الفكاهية. وصف إلفن ليد كمشابه، أو مستعير للعناصر من تشوبيتس، 3×3 آيز وغنسلينغر غيرل.